# Mercado libre

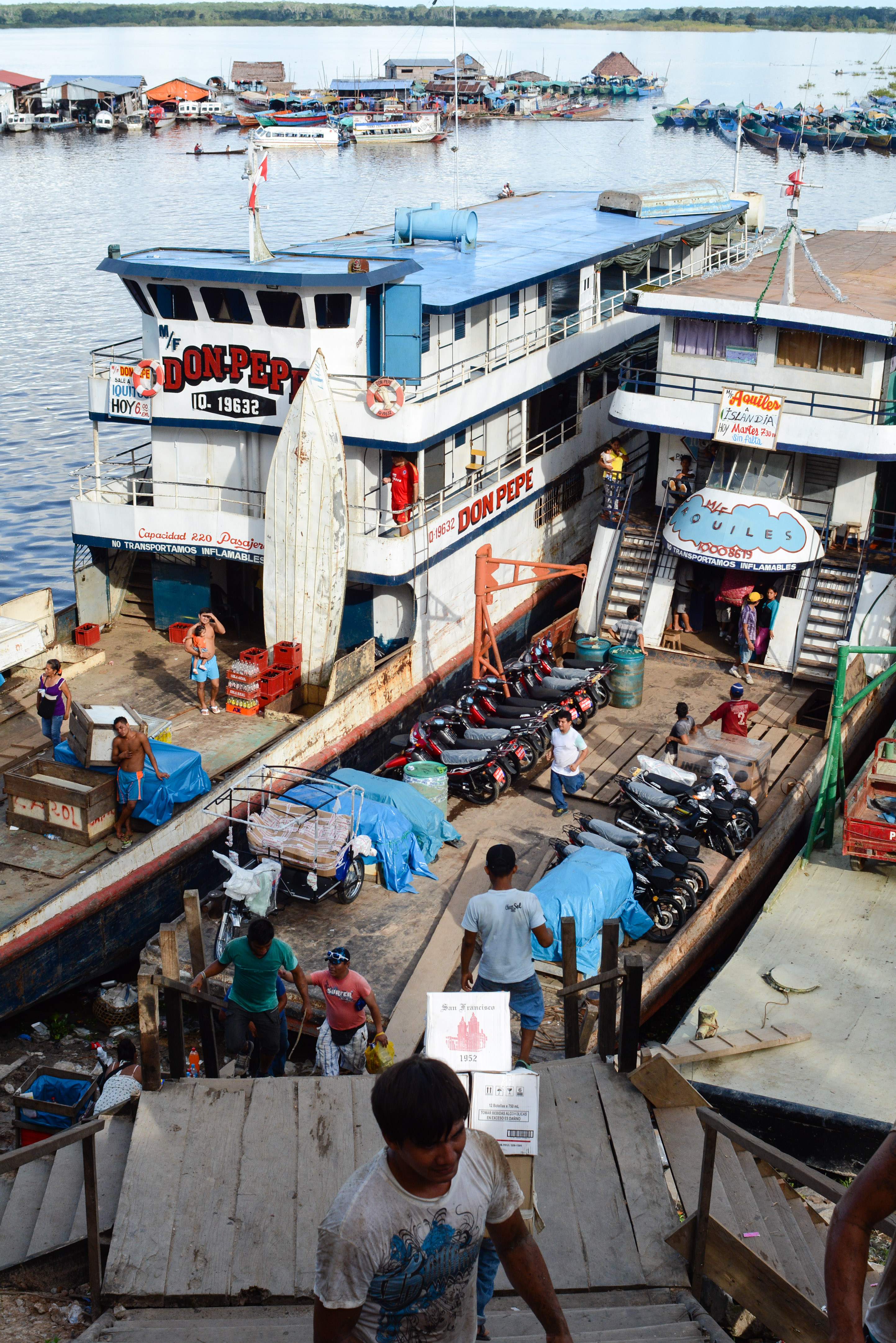
Los puertos del mundo son el principal receptor del libre comercio, uno de los factores del mercado libre. En la foto se puede ver el puerto de Iquitos, ciudad peruana que recibe productos procedentes de Europa, África y América del Norte por el océano Atlántico.

El mercado libre, libre mercado o mercado liberal es el sistema en el que el precio de los bienes es acordado por el consentimiento entre los vendedores y los compradores, mediante las leyes de la oferta y la demanda. Requiere para su implementación de la existencia de la libre competencia, lo que a su vez requiere que entre los participantes de una transacción comercial no haya coerción, ni fraude, etc, o, más en general, que todas las transacciones sean voluntarias.
Lo anterior se puede entender como una propuesta, constructo social o modelo económico acerca del funcionamiento del mercado de uso general en economía, economía política, sociología, ciencias políticas, etc. En las palabras de Ludwig von Mises:

La construcción imaginaria de una economía de mercado puro o sin trabas supone que existe división del trabajo y la propiedad privada (control) de los medios de producción y que por consiguiente hay un mercado para el intercambio de bienes y servicios. Se supone que el funcionamiento del mercado no es impedido por factores institucionales. Se supone que el gobierno, el aparato social de compulsión y coerción, intenta o se interesa en la preservación de la operación del sistema de mercado, se abstiene de obstaculizar su funcionamiento, y lo protege contra infracciones por terceros. El mercado es libre, no hay interferencia, de factores ajenos al mercado, con los precios, tasas de salarios y tasas de interés. A partir de estos supuestos la economía trata de dilucidar el funcionamiento de una economía de mercado puro. Sólo en una fase posterior, después de haber agotado todo lo que se puede aprender desde el estudio de esta construcción imaginaria, se vuelca al estudio de los diversos problemas planteados por la interferencia con el mercado por parte de los gobiernos y otras agencias que emplean coerción y compulsión.

Es necesario notar que lo anterior sugiere la posibilidad de dos criterios o aproximaciones (no necesariamente alternativas). El primero pone énfasis en las condiciones políticas legales -tales como la libertad de los actores para decidir. Desde este punto de vista generalmente se considera que la fuente última de una tal impedimenta es el gobierno o Estado y consecuentemente el concepto se opone al de mercado regulado, entendido como ese en el cual el gobierno controla las fuentes de suministros, los precios o la producción, etc. La segunda aproximación pone acento en las condiciones económicas necesarias para la existencia de un mercado libre. Esas esencialmente son conocidas como competencia perfecta y su existencia es asumida, especialmente a niveles introductorios a la disciplina, a fin de facilitar el estudio de la misma
En la práctica el término economía de libre mercado es utilizado como un término descriptivo de los sistemas económicos en un territorio particular, usualmente un estado-nación. Implica que el sistema económico se aproxima al modelo ideal. Tal sistema concreto puede ser descrito como más libre que otros, como “relativamente libre” o como "no libre", de acuerdo al criterio utilizado. Que la economía deba ser libre o el grado de libertad deseable u óptimo o incluso el grado en el cual una economía es de hecho libre es, junto con sus presumidas precondiciones y consecuencias, una disputa política, constituyendo uno de los aspectos más importantes del debate político económico moderno.
Tales problemas son evitados con el uso del término economía de mercado, que se refiere a cualquiera en la cual el mercado juega un papel "de importancia" pero admite un rol estatal, es decir, lo que algunos llaman una economía mixta. Sin embargo, no hay un consenso acerca de cual sería el balance de intervención estatal permisible sin que una economía de mercado se transforme en economía dirigida.

## Orígenes del concepto

### Antigüedad
Las actividades económicas y el comercio son prácticas sociales encontradas en casi todas las sociedades conocidas, lo que implica algún tipo de intercambio o trueque o mercado. Por ejemplo, Aristóteles se refería a la adquisición “no natural” de bienes (a diferencia de la “adquisición natural” que se logra a través de la caza, pesca y agricultura). (véase también crematística). En el Génesis, la Biblia se refiere a “donaciones” de oro y joyas a los padres de mujeres a cambio de ellas (refiriéndose a esos acuerdos como "Alianzas" o "Convenios"), para posteriormente, en el Éxodo relatar la oferta de un “pago” por uso de agua para beber. Tucídides relata como 7 mil habitantes de Hícara (en Sicilia) fueron hechos prisioneros y 'vendidos' como esclavos en Catania, etc.

### Época moderna
El consenso entre los economistas es que la propuesta del “mercado libre” comenzó a concretarse en Europa durante el siglo XVIII, con la famosa sugerencia del laissez faire, que alcanzó fama en Francia a partir de 1751 (a pesar de que aparentemente fue enunciada en 1680), la publicación de La riqueza de las naciones (1776) por Adam Smith en Inglaterra, proponiendo el librecambismo (free trade); la "libre competencia" (free competition) y el "mercado libre" (free market) basadas en la hipótesis de la "mano invisible" y la promulgación en la Francia Revolucionaria del Decreto de Allarde (marzo de 1791) que estableció la libertad de oficio y la Ley Le Chapelier (junio de 1791) que proclama la libertad de empresa como norma legal.
Generalmente se percibe que el mayor desarrollo de la “libre competencia” se dio en el Reino Unido, a partir de la propuesta de Smith, a mediados del siglo XIX. Para el siglo XIX la propuesta del “libre mercado” (entendido tal como se expresó en la práctica, es decir, y para diferenciar, lo que en castellano se conoce como "libre concurrencia") ciertamente había encontrado apoyo político organizado, en la forma del liberalismo, en muchos países. Sin embargo, no es claro si el apoyo precedió la emergencia de ese modelo de "libre concurrencia" o lo siguió. Para von Mises, el concepto del mercado libre surgió a partir del desarrollo del aparato intelectual -incluyendo los métodos de análisis e ideas y percepciones, etc derivadas de esos análisis- que se originaron a partir de las propuestas de Smith y otros. (von Mises, op. cit). Otros lo ven como el resultado del éxito de la propuesta inicial, combinada con la supervivencia de formas "autoritarias" anteriores, específicamente, el interés de los empresarios o propietarios y el gobierno o estado (ver Escuela de Mánchester). Los seguidores del libertarismo argumentan que esa versión de “libre concurrencia” no refleja ese compromiso, ya que implica medidas de coerción, sino otra cosa, en la existencia de leyes que controlan y regulan el mercado. En la teoría marxista, la propuesta del "libre mercado" simplemente expresa, a nivel  ideológico, la transición de la realidad económica desde el feudalismo al capitalismo, reflejando solo una etapa, necesariamente coerciva, en la lucha de clases.
Sin embargo las “reglas impersonales” de este juego social no son modelables en la forma necesaria para analizarlo de acuerdo a la teoría de los juegos. El cumplimiento de estas reglas puede ser supervisado por un árbitro neutral (gobierno). Se podría tratar de implementar una tentativa a lo largo de esas líneas bajo los principios de los  juegos no cooperativos de  Nash. Desde este punto de vista, el mercado libre llevaría teóricamente a una situación de equilibrio socioeconómico similar al Equilibrio de Nash. Sin embargo esto ocasiona un grave problema: en el mercado libre los participantes no tienen incentivos para cumplir las reglas -pero si, por el contrario, para romperlas- lo que establece un equilibrio lejano al resultado óptimo para todos los jugadores, el que sería solo alcanzable con mecanismo o juez que “castigue” a los infractores, lo que a su vez invalida la asunción original que el “mercado libre” produce el mejor resultado económico posible, dado que en esas circunstancias la intervención del "juez" puede producir un resultado mejor para todos los participantes. Esto habría llevado a Nash a sugerir que su propuesta “pone cabeza abajo” 150 años de desarrollo económico. Clifford F. Thies replica que eso es solo un ejemplo de la arrogancia de Nash. Una respuesta más medida es la sugerencia -ya mencionada- que el análisis de la teoría de los juegos no es aplicable a la propuesta del mercado libre puro. En la práctica, muchos proponentes del mercado libre, a partir de Smith e incluyendo a Hayek, reconocen la necesidad de ese juez/gobierno, y, por lo menos en parte, debido a esa razón.
Sin embargo esta sugerencia lleva a percepciones cercanas a las de la Economía Social de Mercado, las cuales no son universalmente aceptadas como implementando un mercado libre tal como generalmente se lo entiende.
Continuando con la sugerencia del mercado como un juego social, se ha argumentado que el mecanismo básico del libre mercado puede verse como una forma de legitimar o facilitar "decisiones comunes”, a través de lo que se algunos llaman el voto del dinero, en el cual, a un nivel, la compra de un producto es equivalente al voto para que se continúe produciendo y, en otro, para que alguna actividad se implemente. Por ejemplo: quien sea desee "ayudar a los pobres" puede donar su dinero con ese objetivo.
Los jugadores en este supuesto juego pueden tener diferentes habilidades, conocimientos, y recursos, los cuales pueden ser conflictivos con normas sociales de equidad, así un mercado libre puede no coincidir con lo que algunos consideran un mercado equitativo. O, algunos pueden ver la aplicación de reglas por igual para todos los participantes como la esencia de la equidad. Desde este punto de vista se propone, a partir del siglo XVIII, que el mercado libre depende y protege el derecho de propiedad privada o "individual" (considerado en esta perspectiva como fundamental); por lo que es inherentemente no solo más eficiente sino también justa. Sin embargo para algunos el mercado libre es el único que puede ser eficiente, sea o no justo. Para otros, tal sistema es simplemente más ético, independientemente de si es o no más eficiente.
Tal como se avanzado, los economistas tratan el libre mercado como un modelo económico o  constructo lógico, importante desde el punto de vista del análisis económico.

## Formulación moderna
Desde este punto de vista el libre mercado teórico funciona de acuerdo al postulado de la oferta y demanda, lo que lleva los precios de mercado hacia un equilibrio económico que balancea las demandas de los productos contra las ofertas de los productores. A estos precios de equilibrio, el mercado distribuiría los productos a los compradores de acuerdo a la utilidad que cada comprador otorgue a cada producto, dentro del límites del poder de compra. Los componentes necesarios para el funcionamiento de un libre mercado ideal incluyen:
- Un mercado en competencia perfecta, con acceso general e igual a información.
- Tanto la demanda como la oferta son variables independientes entre sí.
- La oferta es constreñida solo por la existencia (cantidad) de recursos económicos.

Lo anterior se interpreta, a nivel de economía política, como la ausencia completa de presiones artificiales sobre el precio, tales como impuestos, subsidios, tarifas, y otros fenómenos producto de regulaciones gubernamentales "innecesarias", tales como la existencia de patentes y monopolios gubernamentales; junto a la no existencia más general de monopolios, oligopolios y otros fallos del mercado.

### Mercado, eficiencia y bienestar
El efecto del mercado libre en la riqueza de la sociedad e individuos está sujeto a controversia. Kenneth Arrow y Gerard Debreu demostraron que bajo ciertas condiciones idealizadas, un sistema de libre comercio lleva a la eficiencia de Pareto. Lo anterior vindica un percepción anterior de Vilfredo Pareto, expresada en el  primer teorema fundamental del bienestar que proporciona una base teórica para la creencia en la eficiencia de las economías de mercado libre, ya que establece que todo equilibrio económico obtenido a través de la "competencia perfecta" es eficiente en el sentido de Pareto (es decir, lleva a una asignación eficiente de los recursos económicos de acuerdo a ese criterio, aunque puede no ser eficiente respecto a otras medidas de bienestar económico).
Sin embargo, este resultado solo es válido bajo condiciones muy restrictivas como la existencia de competencia perfecta, lo que no se da con mucha frecuencia en los mercados reales. Greenwald y Stiglitz demostraron (en el llamado Teorema de la Asimetría de la información) que, en la presencia ya sea de información imperfecta o mercados no perfectamente competitivos, el resultado del mercado no es eficiente en términos de Pareto. Sigue que en la mayoría de las situaciones de la economía en el mundo real, los efectos de esas desviaciones de las condiciones ideales deben ser tomadas en cuenta.
Aún más, la eficiencia de Pareto es una noción mínima de optimalidad y no necesariamente resulta, produce o implica una distribución socialmente deseable de los recursos, ya que no hace ninguna declaración sobre la igualdad o el bienestar general de una sociedad. (ver Eficiencia distributiva). Por otra parte, Oskar Lange y Abba Lerner demostraron que ni siquiera el mercado es necesario para alcanzar la eficiencia de Pareto ya que puede llegarse al mismo resultado sin mecanismos de mercado (ver solución de Lange-Lerner y debate sobre el cálculo económico en el socialismo). Por otra parte la eficiencia de Pareto solo se da en una situación de equilibrio económico general por lo que los mercados reales pueden trabajar muy alejados de la eficiencia de Pareto.Todo esto ha dado origen a versiones generalmente llamadas "Nueva economía".
En cuanto a los estudios académicos sobre el impacto económico de contar con mercados eficientes y competitivos, tradicionalmente la literatura económica académica ha ido documentando que contar con mercados eficientes y competitivos es beneficioso para promover la creación de riqueza gracias a que impulsan la eficiencia, la innovación, la competitividad internacional y la productividad. Asimismo, los estudios más recientes sobre la materia documentan que contar con este tipo de mercados facilita que dicho crecimiento tenga naturaleza inclusiva, ayudando así a reducir la desigualdad, al promover mejores condiciones de consumo, más empleo, igualdad de oportunidades y mejores servicios públicos.

### Problemática general del mercado libre
Como se avanzó, el término economía de libre mercado se utiliza como una propuesta política general, a su vez con dos sentidos:
- el primero como un desideratum o prescripción de un estado ideal a perseguir, y un
- segundo sentido más descriptivo, que se relaciona con el grado con el cual un sistema económico dado, ya sea a nivel de un país determinado o la economía en general, se aproxima al modelo ideal.

Desde este punto de vista, los sistemas económicos particulares se han descrito como "de economía libre" aun cuando el estado intervenga en la economía, con tal que esa intervención esté dentro de ciertos límites. Así, los términos capitalismo, economía de libre mercado y economía mixta son, desde esta perspectiva, términos prácticamente intercambiables
. Sin embargo, y quizás obviamente, no todos están de acuerdo:

"Pero la imagen que mucha gente tiene de la "economía de mercado" seguramente ya es la de una economía mixta, como sugiere el hecho de que mayorías aún más importantes apoyen fuertes regulaciones estatales. Eso, y minorías sustanciales tajantemente en contra del mercado, explica por qué vivimos en una economía mixta y no en una economía libre.".

Internacionalmente, desde los años 70 del siglo XX reaparece en el panorama la promoción - en distintos niveles de entusiasmo y compromiso - de una economía global de libre comercio, la desregulación, la privatización de empresas públicas y la reducción del gasto social, medidas que algunos denominan, a veces impropiamente, neoliberalismo.
Para la propuesta general la función de un gobierno es arguible. Idealmente el uso de la fuerza o poder coercivo del estado en el mercado está limitado a proteger a los participantes del mercado de la coerción o abusos por terceros, incluyendo protección del derecho de propiedad y cumplimiento de contratos. Sin embargo, que exactamente se entiende por abusos está abierto a interpretación. Por ejemplo, para Adam Smith, las externalidades negativas hacen que algunos transfieran a otros por lo menos parte del costo de sus actividades, obteniendo así beneficios personales extras, mientras que las positivas posibilitan la adquisición de beneficios sin contribuir (ver problema del polizón). Según Smith, este y otros problemas similares requieren la existencia de un organismo (el Estado) que los pueda solucionar, lo que a su vez implica un cierto grado de intervención estatal.

### Mercado y teoría de juegos
A pesar de que la teoría de juegos no es aplicable a la propuesta del mercado libre "puro" algunos proponen que la esencia del libre mercado puede entenderse como un juego en el cual los jugadores compiten de acuerdo a un conjunto de reglas que previene la coerción (incluyendo el robo); el cumplimiento de estas reglas puede ser supervisado por un árbitro neutral (gobierno).
Sin embargo esta sugerencia lleva a percepciones cercanas a las de la Economía Social de Mercado, las cuales no son universalmente aceptadas como implementando un mercado libre tal como generalmente se lo entiende.
Continuando con la sugerencia del mercado como un juego social, se ha argumentado que el mecanismo básico del libre mercado puede verse como una forma de legitimar o facilitar "decisiones comunes”, a través de lo que se algunos llaman el voto del dinero, en el cual, a un nivel, la compra de un producto es equivalente al voto para que se continúe produciendo y, en otro, para que alguna actividad se implemente. Por ejemplo: quien sea desee "ayudar a los pobres" puede donar su dinero con ese objetivo.
Los jugadores en este supuesto juego pueden tener diferentes habilidades, conocimientos, y recursos, los cuales pueden ser conflictivos con normas sociales de equidad, así un mercado libre puede no coincidir con lo que algunos consideran un mercado equitativo. O, algunos pueden ver la aplicación de reglas por igual para todos los participantes como la esencia de la equidad. Desde este punto de vista se propone, a partir del siglo XVIII, que el mercado libre depende y protege el derecho de propiedad privada o "individual" (considerado en esta perspectiva como fundamental); por lo que es inherentemente no solo más eficiente sino también justa. Sin embargo para algunos el mercado libre es el único que puede ser eficiente, sea o no justo. Para otros, tal sistema es simplemente más ético, independientemente de si es o no más eficiente.

### El grado de libertad del mercado
Tal como se avanzado, los economistas tratan el libre mercado como un modelo económico o constructo lógico. Hay una variedad de índices o tentativas de estimar o medir el grado que la economía de un país determinado posee o exhibe "libertad de comercio" o su tendencia opuesta: la concentración industrial o monopólica de poder económico. El éxito de estas tentativas es discutible (ver más abajo).
Por ejemplo, la Fundación Heritage, un ala de pensamiento conservador, trató de identificar los factores clave que permiten medir el grado de libertad de la economía de un país en particular. En 1986 introdujeron el Índice de Libertad Económica (ILE) que está basado en unas cincuenta variables. Este y otros índices similares no definen un mercado libre, pero miden el grado en el cual una economía moderna es libre, lo que significa en la mayoría de los casos que está libre de intervención del estado. Las variables están divididas en los siguientes principales grupos:
- Política de comercio
- Carga fiscal gubernamental
- Intervención gubernamental en la economía
- Política monetaria
- Flujo de capital e inversión extranjera
- Banca y financiamiento
- Salarios y precios
- Derechos de propiedad privada
- Reglamentos, y
- Actividad del mercado informal

A cada grupo se le asigna un valor entre 1 y 5; ILE es el promedio aritmético de los valores, redondeado a centésimas.
Inicialmente, países que son tradicionalmente considerados capitalistas de libre mercado recibieron altos rangos, pero la situación evolucionó, con el resultado que en el presente —y desde por lo menos 1995— los dos países con mejores resultado son Singapur y Hong Kong, que, irónicamente, son países que practican la planificación indicativa.
Otras tentativas incluyen el Índice de Lerner y el Índice de Herfindahl. A pesar de que estas medidas son técnicas, por lo que gozan de aceptación entre economistas, no logran el mismo nivel de popularidad entre los partidarios del mercado libre.

## Mercado y ética
Diversos analistas han reflexionado sobre la relación entre mercado y ética y si bien algunos han argüido contra el cuestionamiento ético del papel del mercado, otros autores consideran útil el cuestionamiento ético bajo dos puntos de vista:
- El primero dice relación con las condiciones necesarias del funcionamiento que un mercado libre implica.
- El segundo se refiere a las consecuencias en el comportamiento humano que el mercado libre supuestamente produce.

### Adam Smith
Ya Adam Smith notaba que el funcionamiento del mercado libre requiere una posición ética: para Smith la justicia tiene una función fundamental como “el pilar principal que mantiene todo el edificio” (de la vida social) (ver Teoría de los sentimientos morales), es decir, es el fundamento que hace posible mantener una cohesión social; cohesión que sustenta el orden público necesario -en la opinión de Smith- para asegurar el buen funcionamiento económico. (ver "mano invisible").
Sin embargo, esa no es la percepción más común del trabajo de Smith: “Para evitar el análisis de una realidad humana compleja, la economía ha glorificado el supuesto de la motivación egoísta, extendiéndolo a todas las acciones económicas. Es solo una parte de la verdad: el hombre económico no solamente se sale en ocasiones de los patrones de la racionalidad, sino que está en su naturaleza no comportarse siempre bajo el restringido supuesto de la búsqueda del máximo interés propio. Adam Smith generó una cohorte de defensores del egoísmo como explicación del comportamiento económico a pesar de que su misma obra niega la simplificación del conjunto de motivaciones mediante el arquetipo del agente egoísta. La dimensión ética encierra enormes complejidades, pues el 'homo economicus' habrá de moverse por egoísmo o por otros objetivos según el caso, y el análisis científico deja de ser tan simple como muchos quisieron hacerlo. Pero solo integrando la ética en la economía se puede avanzar en el acercamiento a la realidad. Las normas y valores que guían el comportamiento colectivo tienen, por lo demás, un papel decisivo en el desarrollo de las sociedades. Lo que incita aún más a la economía a preocuparse por las consideraciones éticas como factor indispensable de su análisis.”. Esto ha dado origen al llamado problema de Smith: “El "problema de Smith" es fruto de lecturas positivistas que no consideran el contexto general, ni las interrelaciones existentes entre las distintas partes del programa de investigación smithiano. En realidad, se puede comprobar que existen muy importantes analogías entre la configuración social propuesta en la Teoría de los sentimientos morales y la armonía del mercado de La riqueza de las naciones, hasta el punto de ser parte de un mismo paradigma.

### Friedrich Hayek
Sin embargo, Friedrich von Hayek sugiere que en lo anterior hay un problema fundamental. La ética es producto de la actividad humana y, como tal, no ha permanecido sin cambio a través del proceso histórico. Hayek advierte sobre la posible confusión de la ética solo como expresando lo que el llama la ética del “pequeño grupo”, que en realidad fue o está siendo gradualmente reemplazada por lo que Hayek llama la ética “del orden extendido.” (o grupo extenso). Esta nueva ética es la del mercado, del mundo de los negocios y los contratos, la ética de la sociedad civil, que abandona la persecución de fines colectivos a favor de reglas abstractas, de aplicación general, que facilitan la obtención de fines individuales. Esta ética sirve de mecanismo impersonal para la coordinación de acciones y planes individuales con tanto los de otros individuos como la sociedad misma en grupos extensos. El mecanismo fundamental de esta ética es un proceso de intercambio que se rige por reglas impersonales.
Lo anterior implica que el mercado es ajeno, según Hayek, a cuestiones de justicia social. El término justicia social

“[…] no puede aplicarse a los resultados de una economía de mercado: no puede haber justicia distributiva donde nadie distribuye. La justicia tiene sentido sólo como una regla de conducta humana y ninguna regla concebible para la conducta de los individuos que se ofrecen entre sí, bienes y servicios en una economía de mercado producirá una distribución que pueda describirse con significado como justa o injusta”.

Sin embargo algunos sugieren que la “ética del mercado” no es universalmente aplicable en la sociedad, cualquiera sea el tamaño de esta:

“Probablemente la aportación más destacada que los padres de la "Economía Social de Mercado" (ver ordoliberalismo) hicieron al pensamiento político-económico consiste en la clara delimitación que marcaron entre la economía de mercado como conjunto de instrumentos organizativos por un lado, y el objetivo de una sociedad "justa", concebida de manera independiente de aquel, por el otro. De modo expreso, no dejaron librada enteramente a los mecanismos del mercado la distribución del bienestar social. Bien por el contrario, impusieron la vigilancia permanente y, eventualmente, la corrección de los efectos distributivos del mercado con miras a alcanzar mejor el objetivo distributivo, el cual en sí es independiente del mercado. Mientras que el mercado en principio siempre tiene la razón cuando se trata de la asignación de recursos, incluyendo el factor trabajo, esto no es igualmente válido con respecto a la asignación definitiva de derechos de consumo. Si el mercado concede un ingreso muy por debajo del promedio a determinados actores, la concepción de la economía social de mercado no se da por satisfecha con estas circunstancias, sino las considera motivo para una corrección estatal.”.

### Max Weber
Sobre la relación entre ética y mercado, el sociólogo clásico Max Weber escribió:

La comunidad de mercado, en cuanto tal, es la relación práctica de vida más impersonal en la que los hombres pueden entrar. No porque el mercado suponga una lucha entre los partícipes. Toda relación humana, incluso la más íntima, hasta la entrega personal más incondicionada, es, en algún sentido, de un carácter relativo, y puede significar una lucha con el compañero, quizá para la salvación de su alma. Sino porque es específicamente objetivo, orientado exclusivamente por el interés en los bienes de cambio. Cuando el mercado se abandona a su propia legalidad, no repara más que en la cosa, no en la persona, no conoce ninguna obligación de fraternidad ni de piedad, ninguna de las relaciones humanas originarias portadas por las comunidades de carácter personal. Todas ellas son obstáculos para el libre desarrollo de la mera comunidad de mercado y los intereses específicos del mercado; en cambio, éstos son las tentaciones específicas para todas ellas. Intereses racionales de fin determinan los fenómenos del mercado en medida especialmente alta, y la legalidad racional, en particular la inviolabilidad formal de lo prometido una vez, es la cualidad que se espera del copartícipe en el cambio, y que constituye el contenido de la ética del mercado que, en este respecto, inculca una concepción muy rigurosa: en los anales de la bolsa es casi inaudito que se rompa el convenio más incontrolado e improbable cerrado con la firma. Semejante objetivación -despersonalización- repugna, como Sombart lo ha acentuado a menudo en forma brillante, a todas las originarias formas de las relaciones humanas. El mercado 'libre", esto es, el que no está sujeto a normas éticas, con su explotación de la constelación de intereses y de las situaciones de monopolio y su regateo, es considerado por toda ética como cosa abyecta entre hermanos. El mercado, en plena contraposición a todas las otras comunidades, que siempre suponen confraternización personal y, casi siempre, parentesco de sangre, es, en sus raíces, extraño a toda confraternización. En primer lugar, el cambio libre tiene lugar sólo fuera de la comunidad de vecinos y de todas las asociaciones de carácter personal; el mercado es una relación entre fronteras de lugar, sangre y tribu, en su origen la única relación formalmente pacífica en ellos. No puede darse originariamente un actuar entre compañeros de comunidad con la intención de obtener una ganancia en el cambio, como tampoco es ninguna necesidad entre ellos en épocas de economía agraria autónoma. Nos presenta, plásticamente, la expresión contra la confraternización personal una de las formas más características del comercio poco desarrollado: el "comercio mudo", evitando contacto personal, en el cual el ofrecimiento se hace colocando en cualquier parte la mercancía, de la misma manera la contraoferta, y el regateo mediante acrecentamiento de los objetos ofrecidos por ambas partes, hasta que una de ellas, no satisfecha, se marcha o, satisfecha, toma consigo la mercancía de la otra. La garantía de la legalidad de los actores del cambio descansa únicamente en el supuesto, hecho con razón por ambas partes, de que cada una de ellas tiene un interés en continuar en el futuro las relaciones de intercambio, sea recíprocamente, sea con otros compañeros; por eso mantienen lo convenido y se evitan, por lo menos, las graves violaciones a la buena fe. En tanto que existe aquel interés es válido el principio: honesty is the best policy, que naturalmente no es de ningún modo de una exactitud racional universal y, por eso, también tiene una validez empírica oscilante, la más elevada, como es natural, para explotaciones racionales con una clientela permanente. Pues, en el campo de las relaciones firmes de clientela, capaces, por consiguiente, de ir acompañadas del aprecio personal mutuo de las cualidades éticas pertinentes, las relaciones de intercambio, sostenidas por el interés de los partícipes, pueden despojarse, del modo más fácil, del carácter de regateo ilimitado, a favor de una limitación relativa de la oscilación del precio y de la explotación de las constelaciones del momento. Y esto, por interés propio. Los detalles, importantes por sus consecuencias sobre la formación del precio, no nos interesan aquí. El precio fijo, esto es, el mismo precio para todo comprador y el estricto realismo, no es sólo propio de los mercados locales de la Edad Media en Occidente, en un alto grado específico en contraposición al Oriente y Lejano Oriente, sino que es, además, supuesto y a su vez producto ele una detemlinada etapa de la economía capitalista, a saber, del capitalismo naciente. No se da cuando esta etapa desaparece. Falta, además, en todos aquellos estamentos y otros grupos que participan en el cambio no regular y activamente sino sólo ocasional y pasivamente. El principio: caveat emptor, vale, por ejemplo, según la experiencia, casi siempre en el comercio con capas feudales o en el caso de compra de caballos entre camaradas de la caballería, como lo sabe todo oficial. La ética específica del mercado les es extraña; el comercio, para su concepción, como para la asociación vecinal campesina, es una vez por todas idéntico con una conducta en la que la cuestión está en ver quién engaña a quién.

[...E]l carácter impersonal de las puras relaciones de negocio, racionales desde el punto de vista económico y, por eso, irracionales desde el punto de vista ético, choca, en las religiones éticas, con un sentimiento de desconfianza nunca claramente expresado pero tanto más seguro. Toda relación puramente personal de hombre a hombre, sea como fuere, incluso la de la más completa esclavitud puede reglamentarse éticamente; pueden insertarse en ella postulados éticos, puesto que su forma depende de la voluntad individual de los que participan en la relación; por consiguiente, da margen para la virtud de la caridad. Pero no ocurre así en las relaciones racionales de negocio; y tanto menos cuanto más racionalmente diferenciadas estén. Las relaciones del tenedor de una obligación hipotecaria con el deudor de un banco hipotecario, del tenedor de valores del estado con el contribuyente, de un accionista con los trabajadores de la fábrica, de un importador de tabaco con los braceros de una plantación, de un industrial metalúrgico con los mineros, no sólo no están reglamentadas de hecho en sentido caritativo, sino que tampoco son susceptibles en principio de tal reglamentación. La objetivación de la economía sobre la base de la "socialización" que supone el mercado sigue en absoluto su propia legalidad objetiva, cuya no observancia acarrea el fracaso económico y a la larga la ruina. La socialización económica racional es siempre objetivación en este sentido, y no es posible dominar un cosmos de acciones societarias objetivo-racionales con exigencias caritativas a determinadas personas. El cosmos objetivado, despersonalizado, del capitalismo no ofrece en absoluto ningún lugar para ello. En él fracasan las exigencias de la caritas religiosa no solamente, como en general, por la resistencia e incapacidad de las personas concretas, sino porque no tienen sentido. Se enfrenta con la ética religiosa un mundo de relaciones interpersonales que no puede doblegarse a las normas de aquélla.
[...] Tanto el cálculo natural como el cálculo en dinero son técnicas racionales. En modo alguno abrazan la totalidad de todas las gestiones económicas. Antes bien, junto a ellas está también la acción económica, orientada económicamente de hecho pero ajena al cálculo. Y esta su orientación puede ser de carácter tradicional o de carácter afectivo. En su forma primitiva todo afanarse de los hombres por su alimentación es muy semejante a lo que en los animales tiene lugar bajo el imperio de los instintos. Asimismo, la acción económica conscientemente orientada por la devoción religiosa, la emoción guerrera, los impulsos de piedad u otros afectos semejantes se encuentra escasamente desarrollada en su grado de calculabilidad. "Entre hermanos (de clan, de gremio, de creencia) no se regatea"; en los círculos familiares, de camaradas y juveniles no se calcula o se hace en forma muy elástica, y en caso de necesidad se "raciona": un precedente bien modesto de la calculabilidad. Respecto de la penetración de la calculabilidad en el comunismo familiar originario, véase infra cap. v. Soporte del cálculo fue siempre el dinero y esto explica que el cálculo natural haya permanecido técnicamente todavía menos desarrollado de lo que le obliga su propia naturaleza (en esto hay que dar la razón a O. Neurath).
Durante la impresión de este libro se publicaba (en el Archiv f. Sozíalwiss., 47) un trabajo de L. von Mises que se ocupa de estos problemas.

Respecto a la ética capitalista en particular, como una ética sobre el mercado pero no dentro del mismo, Weber cita las recomendaciones de Benjamin Franklin como ejemplos de la misma en su obra La ética protestante y el espíritu del capitalismo donde observa los vínculos de las pautas de conducta de ahorro y cálculo económico con los resultados de la ética calvinista.

### John Rawls
Profundizando en la temática, John Rawls reintroduce la justicia en la sociedad y el mercado: La “justicia es la virtud fundamental y en realidad, indispensable del sistema social”. Rawls establece una diferencia entre lo bueno y lo justo. Lo bueno, simplificando mucho, corresponde generalmente a lo moral, aquello sobre lo cual incluso individuos de buena voluntad pueden legítimamente disentir: hay diferencias de opinión acerca de que es lo bueno o correcto desde el punto de vista del judaísmo, cristianismo, budismo, etc. Lo justo corresponde a la ética, y es, en principio, algo acerca de lo que puede haber un acuerdo general. Rawls ofrece el siguiente argumento: considérese ya sea un o un grupo de individuos que tengan que decidir sobre como construir el ordenamiento o las instituciones básicas no una sociedad ideal pero de una aceptable. Esa sociedad no será perfecta, habrá desigualdades. Diferentes roles sociales tendrán diferentes ventajas y desventajas. Adicional -y crucialmente- considérese cual sería el efecto sobre la propuesta si las posiciones a ocupar por los proponentes mismos fueran asignadas al azar. Rawls sugiere que, dadas esas condiciones, un individuo racional propondría un esquema tal que incluso el rol social menos favorecido poseyera las suficientes ventajas como para satisfacer un requerimiento mínimo de desarrollo personal. (ver Teoría de la justicia (libro). Adicional, y quizás crucialmente, Rawls considera que tales individuos racionales propondrían medidas para garantizar el estándar de vida mínimo aceptable de aquellos que son afectados por condiciones inevitables que impiden o precluyen esa responsabilidad individual, tales como la niñez, vejez, incapacidades ocasionadas por accidentes o condiciones o enfermedades crónicas, etc. (ver “principio de la diferencia” en “Segundo principio de justicia” en op. cit). El resultado sería, en ambos casos, justo por definición, aunque por diferentes razones: es justo que los individuos se beneficien de sus esfuerzos, pero también lo es que no sean penalizados por aquello sobre lo cual no tienen responsabilidad.
Muchos liberales consideran que la contribución de Rawls “revive la idea del contrato social de Hobbes, Locke, Rousseau y Kant.” y que, como tal, es de mayor importancia en las concepciones liberales modernas. y central al debate político social contemporáneo. Rawls mismo considera que su posición es un retorno a la del liberalismo político de personajes tales como “ Hume, Smith, Bentham y Mill, (quienes) eran teoristas sociales y economistas de primer orden”.
De nuevo, y quizás obviamente, no todos los que se consideran liberales están de acuerdo: ‘trataremos de resumir las ideas esenciales de Rawls, para concluir que, al igual que otros célebres socialistas, sus ideas son ilógicas a la par que insostenibles.”. Esto a su vez lleva a algunas respuestas igualmente fuertes: "El neoliberalismo no es liberal" - que posiblemente reflejen la importancia de la problemática.
Lo anterior ha dado origen a dos posiciones generales. Por ejemplo, y entre otros, Milton Friedman postula específicamente que la única responsabilidad social de una empresa es hacia sus accionistas, es decir, maximizar sus beneficios (ver: Teoría del accionista).
Alternativamente, se habla de la Responsabilidad social corporativa o de las empresas hacia la sociedad

## Citas y referencias
1. ↑   MA Gallo-Callejas (2008): EL ESTADO FISCAL EN EL PENSAMIENTO POLÍTICO DE THOMAS HOBBES
2. ↑  Edwin J. Asturias (2008): Fundamentalismo de mercado Archivado el 11 de mayo de 2015 en Wayback Machine.
3. ↑   Daniel Little (2000): Historical Concepts, Social Ontology, Macrohistory
4. ↑  David Weissman (1999): “A Social Ontology” - Yale University Press ISBN 978-0-300-07903-6
5. ↑  Benjamin Coriat y Olivier Weinstein (2007 ): The social construction of markets Archivado el 23 de diciembre de 2017 en Wayback Machine.
6. ↑   Warren J. Samuels (2004)Markets and their social construction
7. ↑   Simon Barrow (2008): Fairness, trade and free market ideology
8. ↑    Mises, Ludwig von (1949):   "Human Action: A Treatise on Economics"  4.XIV.20
9. ↑   por ejemplo: Daniel Rodríguez Herrera El "poder" de las grandes empresas
10. ↑  Francisco Moreno El regreso de Mr. Butskell Archivado el 17 de julio de 2011 en Wayback Machine.
11. ↑   Quizás seria conveniente señalar que no es el caso que los economistas ignoren o no consideren que las condiciones reales del mercado raramente son las de competencia perfecta, sino más bien que considerar las condiciones reales de competencia imperfecta lleva el análisis más allá de lo fácilmente explicable a los no especialistas. Por ejemplo, bajo ciertas condiciones de competencia imperfecta  la asunción de la neutralidad del dinero, una de las necesarias para analizar las condiciones de la oferta y la demanda necesarias para establecer el equilibrio del mercado, es invalida: en realidad, la elasticidad de precios y salarios no es perfecta, lo que significa que un aumento en el circulante tiene un efecto positivo en la producción, pero a más largo plazo, ese aumento del circulante puede producir inflación, que a su vez puede tener efectos negativos en la producción.  CITA
12. ↑  Por ejemplo: Alfred Müller-Armack: "Economía dirigida y Economía de mercado" (1946)  "Economía Social de Mercado" (1953).- Friedrich von Hayek: Los fundamentos de la libertad (1960). ISBN 978-84-7209-322-5.- Milton Friedman  “Capitalismo y Libertad” (1962) Friedman, Rose; Friedman, Milton: "Libertad de elegir" (2004). RBA Coleccionables. ISBN 978-84-473-3194-9.-  Amartya Sen:  "Los mercados y la libertad: Logros y limitaciones del mecanismo de mercado en la promoción de las libertades individuales." Oxford Economic Papers, 45(4), 519-541. (1993).-  "Bienestar, justicia y mercado". (1997) Ediciones Paidós Ibérica. ISBN 978-84-493-0362-3. - Ha-Joon Chang, Ilene Grabel: (2006 )  Reivindicar el desarrollo: un manual de política económica alternativa Castellano: 751997. ISBN 978-84-8452-388-8 etc.
13. ↑   Por ejemplo: Vlad Constantinesco
"Por otro lado, esta intervención se enfrenta a la dificultad para determinar un criterio óptimo social aceptable de manera general.".- en Crisis económica y finanzas públicas
14. ↑  John Quiggin (2010):  "Siempre habrá una gama de casos intermedios, donde ninguna solución es claramente superior. En función de las contingencias históricas o circunstancias particulares, las diferentes sociedades pueden elegir entre la prestación pública (por lo general por una empresa del gobierno de negocio comercializado), sin perjuicio de la prestación privada a la regulación, o tal vez algún término intermedio entre los dos, como una asociación público-privada.". -  en The Mixed Economy is Back - and it's Here to Stay - an essay
15. ↑   Wladimir Gramacho e Iván Llamazares: 'Esta explicación sugiere, a su vez, que las trayectorias históricas de los países considerados han influido sobre la intensidad de los vínculos entre las ubicaciones ideológicas y las preferencias de política económica. La calidad de las instituciones democráticas no ha surgido de repente, sino que hunde raíces en trayectorias prolongadas de desarrollo de instituciones abiertas y competitivas. De manera igualmente evidente, los niveles de desarrollo económico son a su vez resultado de trayectorias históricas de largo recorrido. Por estos motivos, nuestro análisis es enteramente compatible con una comprensión histórica que enfatice el papel, indirecto, de las trayectorias de largo recorrido en el establecimiento de patrones claros y previsibles de relación entre las orientaciones ideológicas y las preferencias de política económica. " en IDEOLOGÍA Y PREFERENCIAS DE INTERVENCIÓN ECONÓMICA ESTATAL ENTRE LOS DIPUTADOS LATINOAMERICANOS
16. ↑  Barry Loberfeld: Ser capitalista o ser socialista? - esa es la cuestión. Precisamente cual es la mezcla de la economía mixta? ¿Cuándo es capitalista y cuándo es socialista? ¿Cuándo proteger la propiedad y cuando lo que hace es confiscar? ¿Cuándo deja a las personas solas y cuando los obliga? ¿Cuándo se adhieren a la ética del individualismo y cuándo obedecer el código de colectivismo? Y cual es el primario metafísico - la persona o el colectivo (por ejemplo, la nación, la raza, la clase)? La verdad fundamental acerca de la economía mixta es que las prácticas mixtas implican principios mixtos, que a su vez implica premisas mixtas - es decir, una comprensión de la realidad incoherente. Con el socialismo, el caos era económica, con la "democracia social", es epistemológico. En última instancia, estos últimos no pueden generar políticas más racionales que la primera podría generar precios razonables.
 La economía mixta no nos presentan un retrato en mosaico de la sociedad justa,
 pero con un rompecabezas con piezas tomadas de diferentes puzzles" en Liberalism: History and Future
17. ↑   Roger E. Backhouse: From the mixed economy to neo-liberalism
18. ↑   Jerzy Szacki Liberalism after communism, esp, pp 149-151
19. ↑   Stanley Brue y Randy Grant (2007): "The Evolution of Economic Thought" - (maicol/espinaso,de colombia.)
20. ↑  Tucídides: Historia de la Guerra del Peloponeso 6:62 y 7:13.
21. ↑   Smith usa la frase "free market" (mercado libre) solo una vez en su Riqueza de las naciones"  (IV.8.26): "This reduction of price, it may perhaps be thought, by discouraging the growing of wool, must have reduced very much the annual produce of that commodity, though not below what it formerly was, yet below what, in the present state of things, it probably would have been, had it, in consequence of an open and free market, been allowed to rise to the natural and proper price....". Sin embargo, la idea de un "mercado libre" esta presente a través de la obra.
22. ↑   El texto del decreto establece: « Il sera libre à toute personne de faire tel négoce ou d'exercer telle profession, art ou métier qu'elle trouve bon». (“habrá libertad para que toda persona haga tales negocios o ejerza tal profesión, arte u oficio como ella considere conveniente”)
23. ↑  ver, por ejemplo, Estudio Ore Guardia: CAPITULO II: MARCO ECONÓMICO Y JURÍDICO DEL DERECHO DE MARCAS Archivado el 12 de enero de 2012 en Wayback Machine. p 125-7
24. ↑   Andrew R. Schotter Microeconomics: A Modern Approach (3rd Edition) (esp. cap 15)
25. ↑   ver por ejemplo Antonio Mascaró Rotger: ¿Vivimos en una sociedad liberal?
26. ↑   Esta libre concurrencia se diferencia de la propuesta de libre mercado tal como fue expresada por los proponentes originales mencionados a varios niveles. Por ejemplo, y entre otros:
  - En el decreto de Allarde (abolido en 1864), la libertad de oficio se entiende como absoluta. Esto llevó (1792) al cierre de la Universidad y de las escuela de medicina: cualquiera podría por lo menos tratar de practicar cualquier profesión sin necesidad de estudios o calificaciones, y el libre mercado determinaría si tal práctica tiene aceptación general.
  - La prohibición de asociaciones profesionales de la ley Le Chapelier solo se aplicó a los trabajadores, a quienes se les prohibió incluso las cooperativas, pero no a los patronos y propietarios.

Para Smith, el mercado libre implica no solo la ausencia de intervención estatal, sino también la ausencia de monopolios y empresas de capital social (es decir, lo que ahora generalmente se conoce como sociedades anónimas. (Smith consideraba inimico al libre comercio el concepto de  responsabilidad limitada, etc). Adicionalmente Smith consideraba como condición necesaria del libre comercio la libertad de comercio internacional (free trade), incluyendo la libertad de migración, etc.
27. ↑  Por ejemplo: "En 1837 Cobden condujo la batalla para (obtener) una carta. Un factor ganador fue que luchó por ella como si fuese una cuestión nacional. Su panfleto “Incorpore a Su Ciudad” retrató la batalla como una lucha de la democracia contra el privilegio, de los derechos de las clases productivas contra la aristocracia rapaz. Demostró que la manipulación política de la nobleza de los condados forzó a las clases medias y trabajadora a ser sus vasallos." John Chodes (1993) en: Richard Cobden: Creador del mercado libre
28. ↑  Guillermo Díaz Castellanos:  “El liberalismo (en el sentido que tuvo la palabra en la Europa del siglo XIX, al que nos adherimos en este capítulo) se preocupa principalmente de la limitación del poder coactivo de todos los gobiernos, sean democráticos o no, mientras el demócrata dogmático sólo reconoce un límite al gobierno: la opinión mayoritaria. La diferencia entre los dos ideales se individualiza más claramente si enunciamos sus oponentes. A la democracia se opone el gobierno autoritario; al liberalismo se opone el totalitarismo. Ninguno de los dos sistemas excluye necesariamente al opuesto. Una democracia puede muy bien esgrimir poderes totalitarios, y es concebible que un gobierno autoritario actúe sobre la base de principios liberales.” en TEORÍA DE JUEGOS Y POLÍTICA DE PRECIOS Archivado el 22 de julio de 2011 en Wayback Machine.
29. ↑   K Marx y F. Engels: La historia (escrita) de todas las sociedades existentes hasta ahora es la historia de la lucha de clases. Manifiesto del Partido Comunista
30. ↑  Para una introducción a esta problemática ver Robert P. Murphy: Una mente confundida
31. ↑  (ver  Juegos mentales).
32. ↑   Para una introducción a esta problemática ver la siguiente discusión: Lo "público" en un sistema liberal
33. ↑   “La economía social de mercado (ESM) y el neoliberalismo son las dos corrientes del pensamiento económico que se han enfrentado desde que concluyo el enfrentamiento entre ambas y el socialismo real.”  Colección IDIES: La Economia Social de Mercado: una opción para Guatemala?
34. ↑   “Otra opción, distinta al neoliberalismo o al neosocialismo, es la visión social-cristiana de la economía, o economía social de mercado. Se diferencia del capitalismo liberal y del marxismo principalmente porque parte de la opción de que la economía es una relación humana que tiene como finalidad es desarrollo individual y social y porque introduce como principio económico el concepto de "moralidad", ya que al ser una actividad esencialmente humana no puede desprenderse de los principios éticos, morales e inclusive jurídicos del derecho natural.” Mercadotecnia Global: Neoliberalismo y libre mercado Archivado el 18 de julio de 2011 en Wayback Machine.
35. 1 2  Wilhelm Röpke: “ Daré un ejemplo: el director de una gran central energética en Alemania me comentaba lo tonto que se sentía días antes cuando, en las negociaciones salariales con los representantes sindicales, tenía que tratar con las mismas personas que, al mismo tiempo, se sentaban junto a él en reuniones con los miembros del consejo de administración de las mismas centrales. Añadía que la estructura de las empresas en Alemania Occidental se acerca cada vez más a lo que  Tito parece tener en mente. ¡Y esto ocurre en el mismo país que hoy está considerado el modelo de una restauración exitosa de la economía del libre mercado!” en:  Economía libre y orden social Archivado el 13 de junio de 2011 en Wayback Machine. (1954)
36. 1 2   Ver también: Juan Carlos Scannone, Pedro Trigo: Filosofar en situación de indigencia p 235, etc
37. 1 2   De acuerdo a Alain de Benoist en la visión de Hayek: “Al igual que el mercado, la democracia (o lo que queda de ella) se vuelve asunto de reglas impersonales y de procedimientos formales sin contenido. Hayek también critica vigorosamente la regla mayoritaria, en la que ve un principio arbitrario antagónico a la libertad individual. La regla de la mayoría –precisa Philippe Nemo– vale «como método de decisión, pero no como una fuente que construye la autoridad para determinar el contenido mismo de la decisión” en CONTRA HAYEK p 21
38. 1 2   por ejemplo: Votar con el peso y 'Un euro, un voto'
39. ↑  Rafael Termes:  "De aquí se deduce, a mi juicio, que la justicia social no puede ser invocada para justificar el intervencionismo estatal. Justicia social no significa necesariamente aumentar el tamaño del Estado; significa, contrariamente, ensanchar la sociedad civil. Son los individuos los que deben ejercitar, y ejercitan, esta específica forma moderna de la antigua virtud de la justicia, cuando se unen a otros para mejorar las instituciones de la sociedad. En este sentido, Michael Novak, en una simpática frase, dice que el mismo von Hayek, el gran detractor teórico de la justicia social, por sus ardientes y generosos esfuerzos en la construcción de una sociedad más humana, es un gran practicante de la justicia social." en: Hayek. Una teoría de la justicia, la moral y el derecho de Caridad Velard Archivado el 19 de agosto de 2011 en Wayback Machine. (revisión de libro)
40. 1 2   Esta percepción se puede trazar a Locke, quien consideraba que que la propiedad, la vida y la libertad son derechos naturales de los hombres.
41. 1 2    Por ejemplo, Adam Smith argumenta que la "mano invisible" lleva a una distribución económica que es tanto eficiente como justo.
42. 1 2  Teresa Rojas Rangel: La justicia social desde el liberalismo económico: la perspectiva de Friedrich Hayek Archivado el 17 de julio de 2011 en Wayback Machine.
43. 1 2   Por ejemplo: “El enfoque económico de "eficiencia social" se basa en la primacía de las preferencias y valores individuales, juzga la eficacia de los acuerdos sociales sobre la base de los costos y beneficios tal como cada una de esas personas los percibe. El mercado, en esta perspectiva, no es otra cosa que un mecanismo de negociación voluntaria que permite, en un contexto social, conciliar los deseos y las acciones de todas las personas involucradas.”.  Pierre Lemieux: Une économie sans efficacité sociale a-t-elle un sens? Archivado el 11 de septiembre de 2011 en Wayback Machine.
44. 1 2   Para una introducción a esta problemática, ver: The Ontology Of The Free Market
45. 1 2   Viviana A. Zelizer (1988) Beyond the Polemics on the Market: Establishing a Theoretical and Empirical Agenda
46. 1 2  Scott, A.(1996):Bureaucratic revolutions and free market utopias Archivado el 13 de agosto de 2011 en Wayback Machine.
47. 1 2   JT SANDERS (1977) THE FREE MARKET MODEL VERSUS GOVERNMENT: A REPLY TO NOZICK*
48. ↑  Alfred Marshall (1890): Principios de economía.- Ver también: Thomas Humphrey: Marshallian Cross Diagrams and Their Uses before Alfred Marshall: The Origins of Supply and Demand Geometry Archivado el 19 de octubre de 2012 en Wayback Machine.
49. ↑  Stiglitz, Joseph E. (Marzo de 1991), The Invisible Hand and Modern Economics. NBER Working Paper No. W3641., National Bureau of Economic Research (NBER)
50. ↑   Barr, N. (2004). Economía del Estado de bienestar. Nueva York, Oxford University Press (EE.UU.).
51. ↑   Sen, A. (1993). Los mercados y la libertad: Logros y limitaciones del mecanismo de mercado en la promoción de las libertades individuales. Oxford Economic Papers, 45(4), 519-541.
52. ↑   Por ejemplo:  Huw David Dixon y Neil Rankin (1995): "Imperfect compettition and macroeconomics: a survey". en (mismos autores) "The New Macroeconomics" - U of Cambridge.- Para una introducción general a este aspecto, ver: Paul Krugman: La “Nueva teoría del comercio”:Paul Krugman describe la genealogía de la teoría que le dio el Premio Nobel de Economía 2008 Archivado el 3 de julio de 2011 en Wayback Machine.
53. ↑  Tobías Peña, L.; Camba Crespo, A. «Competencia y regulación eficiente para impulsar un crecimiento inclusivo». Boletín Económico De ICE (3141): 57-72. doi:10.32796/bice.2021.3141.7320.
54. ↑  Friedrich von Hayek: "Obviamente, el funcionamiento de la competencia requiere, y depende, de condiciones que nunca pueden ser totalmente garantizadas por la empresa privada. La intervención estatal siempre es necesaria pero la planificación y la competencia sólo pueden combinarse cuando se planifica para la competencia, no en contra de ella" - Camino de servidumbre, capitulo III: Individualismo y Colectivismo
55. ↑   Por ejemplo: "Bajo la denominación genérica de capitalismo se incluye en realidad una pluralidad de modalidades o variantes, que van desde el capitalismo de los pequeños productores o capitalismo competitivo hasta el capitalismo monopolista, el capitalismo de Estado y el capitalismo de las grandes empresas multinacionales (o transnacionales), así como el capitalismo liberal manchesteriano, el capitalismo directorial, el neocapitalismo, el de la economía social de mercado y los sistemas de economía mixta. " en CAPITALISMO y "El término kapitalism fue acuñado a mediados del siglo XIX por el economista alemán Karl Marx. Otras expresiones sinónimas de capitalismo son sistema de libre empresa y economía de mercado, que se utilizan para referirse a aquellos sistemas socioeconómicos no comunistas. Algunas veces se utiliza el término economía mixta para describir el sistema capitalista con intervención del sector público que predomina en casi todas las economías de los países industrializados." Capitalismo, Liberalismo, Socialismo y Neoliberalismo
56. ↑    Lorenzo Bernaldo de Quirós escribe: “el capitalismo, economía de libre mercado o, como quiera definirse a ese sistema basado en la propiedad privada de los medios de producción y en el cual los poderes del estado se limitan a proteger los derechos individuales, al suministro de bienes públicos y al establecimiento de una red mínima de seguridad para aquellas personas incapaces de valerse por sí mismas y/o de adquirir en el mercado determinados bienes y/o servicios. Guste o no, ese marco institucional ha constituido y constituye el instrumento más poderoso conocido por el hombre para extender el progreso y el bienestar” y  “Si la alternativa a la economía mixta dominante, consiste en aumentar todavía más su componente estatista, las crisis se volverán a repetir y serán de mayor intensidad, salvo que la “refundación del capitalismo” preconizada por Sarkozy y Zetapé, dos hombres y un destino, lleve a su sustitución por un modelo absolutamente dirigido. No existe una tercera vía entre el capitalismo y la planificación. La historia lo demuestra con una persistente tozudez. Las economías mixtas son estructuralmente inestables. O domina el mercado o lo hace el Estado.”   en  La crisis de la economía mixta.
57. ↑    Albert Esplugas Boter  El romance con el Estado
58. ↑  
"Sin embargo el debate académico y de políticas públicas, debido a los excesos de intervención de los Estados durante el período de la ‘economía mixta’ llevó a que privara la perspectiva ‘racionalista-utilitarista’ que achacaba todos los males al Estado y confiaba en los poderes auto-regenerativos del mercado, prescindiendo de toda consideración posterior. Este hecho colaboró para que la expansión del ‘neoliberalismo’ de los últimos 20 años fuera liderada por los representantes de la mera ‘reducción del Estado’, basados en una concepción reduccionista de la institución del mercado.", en Marcelo F. Resico, Libertad y Economía: una perspectiva
59. ↑   "La Teoría de los Juegos no se aplica al mercado competitivo ni al monopolio. En el mercado competitivo son tantas las empresas y tan pequeñas individualmente, que sus interacciones no son importantes. En el mercado monopolista tampoco hay interacciones, ya que existe una sola empresa. Entonces, en los dos mercados no hay posibilidad de interactuar en forma estratégica. Para el mercado oligopólico, en cambio, la Teoría de los Juegos permite entender el comportamiento de sus integrantes." Dora del Carmen Orfila: “'Teoría de los Juegos – Los Aportes de John Forbes Nash (h)" en Contribuciones a la Economía, septiembre 2007. Texto completo en http://www.eumed.net/ce/2007c/dco-0709.htm
60. ↑   Ver, por ejemplo: Ludwig van den Hauwe: Credit Expansion, the Prisoner's Dilemma, and Free Banking as Mechanism Design
61. ↑   Hayek propone que la Catalaxia es un “juego social”.  Sin embargo las “reglas impersonales” de este juego social no son modelable en la forma necesaria para analizarlo de acuerdo a la teoría de los juegos. (Ver cita anterior). Para una introducción a esta problemática ver Robert P. Murphy: Una mente confundida.
62. ↑   Se podría tratar de implementar una tentativa a lo largo de esas líneas bajo los principios de los  juegos no cooperativos de Nash. Desde este punto de vista, el mercado libre llevaría teóricamente a una situación de equilibrio socio económico similar al Equilibrio de Nash. Sin embargo esto ocasiona un grave problema:  en el mercado libre los participantes no tienen incentivos para cumplir las reglas -pero si, por el contrario, para romperlas- lo que establece un equilibrio lejano al resultado optimo para todos los jugadores, el que seria solo alcanzable con mecanismo o juez que “castigue” a los infractores, lo que a su vez invalida la asunción original que el “mercado libre” produce el mejor resultado económico posible, dado que en esas circunstancias la intervención del "juez" puede producir un resultado mejor para todos los participantes.  Esto habría llevado a Nash a, reputadamente, sugerir que su propuesta “pone cabeza abajo” 150 años de desarrollo económico. Clifford F. Thies replica que eso es solo un ejemplo de la arrogancia de Nash. (ver  Juegos mentales). Una respuesta más medida es la sugerencia -ya mencionada- que el análisis de la teoría de los juegos no es aplicable a la propuesta del mercado libre puro. En la práctica, muchos proponentes del mercado libre, a partir de Smith e incluyendo a Hayek, reconocen la necesidad de ese juez/gobierno, y por lo, menos en parte, debido a esa razón.
63. ↑   Para una introducción a esta problemática ver la siguiente discusión, simplista pero aclarecedora: Lo "publico" en un sistema liberal
64. ↑   “La Economía Social de Mercado (ESM) y el neoliberalismo son las dos corrientes del pensamiento económico que se han enfrentado desde que concluyo el enfrentamiento entre ambas y el socialismo real.”  Colección IDIES: La Economía Social de Mercado: una opción para Guatemala?
65. ↑   “Otra opción, distinta al neoliberalismo o al neosocialismo, es la visión social-cristiana de la economía, o economía social de mercado. Se diferencia del capitalismo liberal y del marxismo principalmente porque parte de la opción de que la economía es una relación humana que tiene como finalidad es desarrollo individual y social y porque introduce como principio económico el concepto de "moralidad", ya que al ser una actividad esencialmente humana no puede desprenderse de los principios éticos, morales e inclusive jurídicos del derecho natural.” Mercadotecnia Global: Neoliberalismo y libre mercado Archivado el 18 de julio de 2011 en Wayback Machine.
66. ↑  Rafael Termes:  "De aquí se deduce, a mi juicio, que la justicia social no puede ser invocada para justificar el intervencionismo estatal. Justicia social no significa necesariamente aumentar el tamaño del Estado; significa, contrariamente, ensanchar la sociedad civil. Son los individuos los que deben ejercitar, y ejercitan, esta específica forma moderna de la antigua virtud de la justicia, cuando se unen a otros para mejorar las instituciones de la sociedad. En este sentido, Michael Novak, en una simpática frase, dice que el mismo von Hayek, el gran detractor teórico de la justicia social, por sus ardientes y generosos esfuerzos en la construcción de una sociedad más humana, es un gran practicante de la justicia social." en: Hayek. Una teoría de la justicia, la moral y el derecho de Caridad Velard Archivado el 19 de agosto de 2011 en Wayback Machine. (revisión de libro)
67. ↑  Heritage Foundation (2011) Index of Economic Freedom Archivado el 20 de octubre de 2005 en Wayback Machine.
68. ↑  Gabriel Calzada (2006): Competencia y monopolio
69. ↑  «¿Hay espacio para la ética en el mercado?». Archivado desde el original el 17 de agosto de 2011. Consultado el 19 de marzo de 2011.
70. ↑   por ejemplo: Etica Y Mercado
71. ↑   Para profundizar este aspecto, ver, por ejemplo, David Lieberman: Adam Smth on Justice, Rights and the Law
72. ↑   Amartya Sen: Adam Smith y el mundo contemporáneo
73. ↑   Marta Pedrajas; LA TRANSFORMACIÓN ÉTICA DE LA RACIONALIDAD ECONÓMICA EN AMARTYA SEN. UNA RECUPERACIÓN DE ADAM SMITH
74. ↑   El Egoísmo racional de la Economía neoclásica, que a su ves esta basado en el Egoísmo psicológico de Hobbes
75. ↑   Ver, por ejemplo: Economía institucional
76. ↑   Amartya Sen y la ética económica
77. ↑   José Atilano Pena López y José Manuel Sánchez Santos: LOS FUNDAMENTOS MORALES DE LA ECONOMÍA: UNA RELECTURA DEL PROBLEMA DE ADAM SMITH (conclusiones)
78. ↑   Robert Taylor: La arrogancia fatal Los orígenes de la ética Para una introducción a esta visión, ver Germán Gutiérrez R: Ética y economía en Adam Smith y Friedrich Hayek pp. 329 y siguientes
79. ↑   Hayek, 2007:182-183)..
80. ↑   Alfred Pfaller (1997): El concepto de la economía social del mercado y la nueva "de-civilización del capitalismo en Europa
81. ↑   Para Rawls: “El objeto primario de la justicia es la estructura básica de la sociedad, o sea, el modo en que las grandes instituciones sociales distribuyen los derechos y deberes fundamentales y determinan la división de las ventajas provenientes de la cooperación social.” José Francisco Caballero en La Teoría de la Justicia de John Rawls
82. ↑   Rawls, citado en El Liberalismo Político de Rawls ( I )
83. ↑   De nuevo, “Cabe aquí agregar que las instituciones básicas de la sociedad a las que Rawls se refiere son social (la familia), económica (el mercado) y política (la constitución), esta última es la más importante”.- J. Ricardo Vudoyra Nieto: JOHN RAWLS.UNA TEORÍA DE LA JUSTICIA
84. ↑   JOSHUA COEN: JOHN RAWLS. La búsqueda de la justicia
85. ↑    Thomas Nagel: Rawls y el liberalismo
86. ↑   Jesús Silva-Herzog Márquez: Modesto Liberalismo de Rawls
87. ↑  Liberal International: John Rawls (editorial) Archivado el 25 de noviembre de 2010 en Wayback Machine.
88. ↑   Ubiratan B de Macedo Liberalismo Versus Comunitarismo En La Cuestión De La Universalidad Ética
89. ↑   Manuel Aguilera Verduzco Crecimiento económico y distribución del ingreso: balance teórico y evidencia empírica
90. ↑   Rawls, citado por Samuel Richard Freeman, en The Cambridge companion to Rawls, pp 443 - 444, etc.
91. ↑   Gorka Etxebarría: John Rawls y la justicia social: el círculo cuadrado
92. ↑   Mario Roberto Morales El neoliberalismo no es liberal
93. ↑  León Gómez Rivas  Ética y mercado
94. ↑  M. Friedman (1982) Capitalism and Freedom. Chicago: University of Chicago Press. citado en Montserrat Díaz Méndez, Pablo Gutiérrez Rodríguez,  José Luis Vázquez Burguete: Algunas consideraciones sobre la ética en el mercado Archivado el 12 de abril de 2012 en Wayback Machine.
95. ↑  Por ejemplo: E. Merrick Dodd (1932): For Whom are Corporate Managers Trustees? Archivado el 26 de mayo de 2013 en Wayback Machine.